# I fuorilegge di Tombstone
I fuorilegge di Tombstone (The Toughest Gun in Tombstone) è un film del 1958 diretto da Earl Bellamy.
È un film western statunitense ambientato negli anni 1880 nel Territorio dell'Arizona con George Montgomery, Jim Davis e Beverly Tyler.

## Produzione
Il film, diretto da Earl Bellamy su una sceneggiatura di Orville H. Hampton, fu prodotto da Robert E. Kent tramite la Robert E. Kent Productions (accreditata come Peerless Productions) e girato nell'Iverson Ranch a Chatsworth e nel Melody Ranch a Newhall, in California, dal 18 settembre a fine settembre 1957.

## Distribuzione
Il film fu distribuito con il titolo The Toughest Gun in Tombstone negli Stati Uniti dal 14 maggio 1958 al cinema dalla United Artists.
Altre distribuzioni:
- in Austria nel luglio del 1959 (In Tombstone ist der Teufel los)
- in Germania Ovest nel luglio del 1959 (In Tombstone ist der Teufel los)
- in Svezia il 5 ottobre 1959 (Snabbskytten från Arizona)
- in Finlandia il 20 novembre 1959 (Arizonan sankarit)
- in Brasile (O Melhor Gatilho)
- in Spagna (El pistolero implacable)
- in Grecia (To pio grigoro pistoli)
- in Italia (I fuorilegge di Tombstone)

## Critica
Secondo Leonard Maltin il film è caratterizzato da un buon cast e da un buon senso dell'umorismo che contribuiscono ad alleggerire il tema altrimenti piuttosto pesante.